# Niż Polski

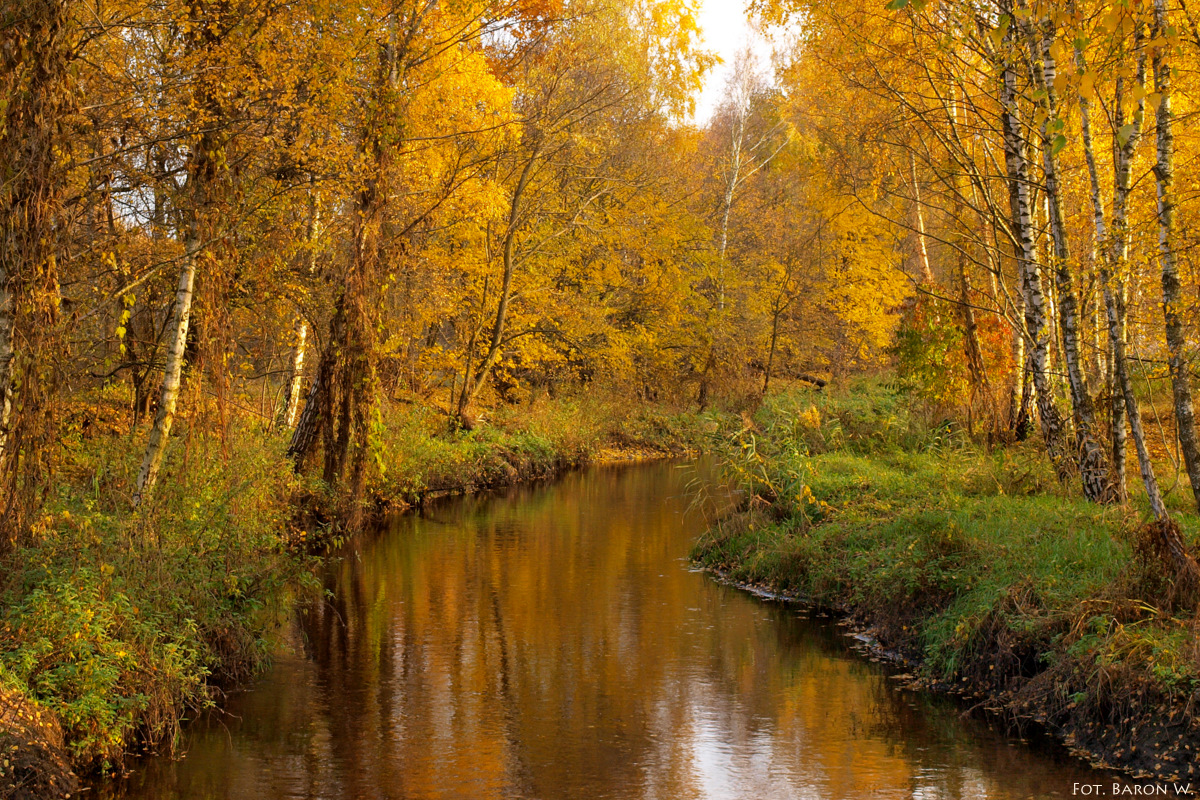
Roślinność nad Bzurą

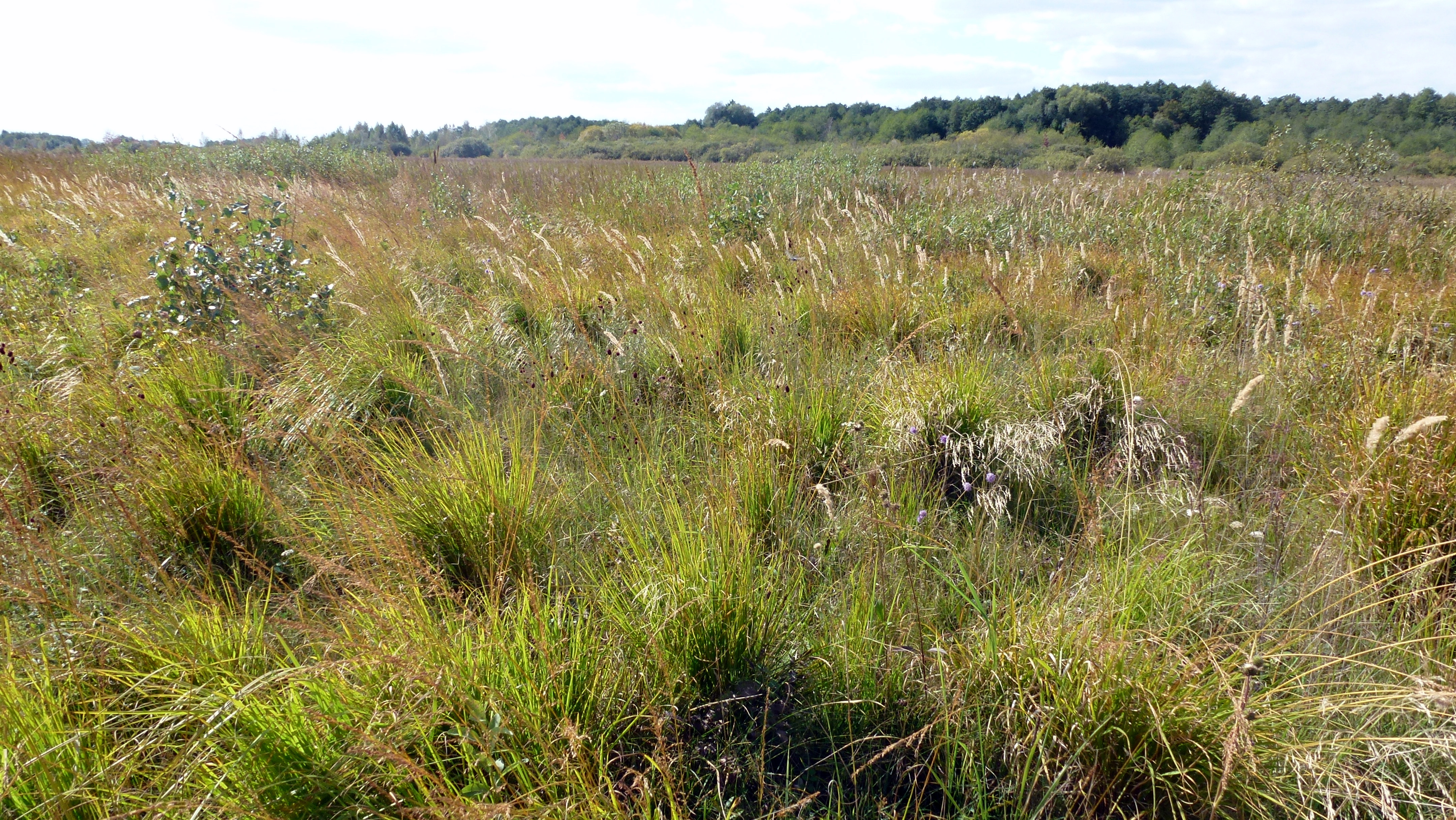
Bagno Serebryskie, powiat chełmski

Niż Polski – polska część prowincji Niziny Środkowoeuropejskiej; pas nizin między Morzem Bałtyckim na północy a Sudetami i pasem wyżyn na południu. Określenie Niż Polski lub Polska niżowa jest stosowane w publikacjach biologicznych odnoszących się do terenów położonych poza pasmami Sudetów i Karpat.  
W podziale geobotanicznym Polski według Władysława Szafera i Bogumiła Pawłowskiego Polska podzielona jest na dwie główne prowincje – obejmującą „działy niżowe” Prowincję Środkowoeuropejską Niżowo-Wyżynną i Prowincję Środkowoeuropejską Górską.  
W podziale Jana Marka Matuszkiewicza obszary górskie to dwie prowincje (sudecka i karpacka), podczas gdy pozostały obszar Polski to rozległa Prowincja Środkowoeuropejska. Wyróżnianie Polski niżowej i przeciwstawianie jej obszarom górskim wynika z odrębności środowiska przyrodniczego i przez to jest użyteczne w biogeografii. Flora Polski niżowej obejmuje ok. 2 tysiące gatunków roślin, podczas gdy w powierzchniowo znacznie mniejszych górach występuje 500 gatunków niewystępujących na Niżu. 